# Дадиан (персонаж апокрифов)
Дадиан (Дациан, Дамиан — Δαμιανός) — персонаж, упоминаемый в апокрифических житиях, правитель, замучивший святого великомученика Георгия Победоносца. Предположительно, Дадиан — это император Диоклетиан, соправитель императора Максимиана Геркулия, по другим версиям он был наместником Диоклетиана. Максимиан и Диоклетиан были известны великим гонением на христиан.

## Упоминания в житиях
В мартирологе Беды Достопочтенного начала VIII века приводится краткая версия жития святого Георгия, в которой правитель носит имя Дациан и ему подчиняются 70 царей. В проповеди на праздник святого Георгия, составленной Петром Дамиани в середине XI века, упоминается лишь Диоклетиан.
В XIII веке Иаков Ворагинский в «Золотой Легенде» обобщает всю предшествующую латинскую традицию:

«в календаре Беды говорится, что святой Георгий пострадал в Персии в городе Диосполис; в ином месте читаем, что он покоится в городе Диосполис, который прежде назывался Лиддой и находится около Яффы. В другом месте, что пострадал при императорах Диоклетиане и Максимиане. В ином месте, что при Диоклетиане, императоре персов, в присутствии семидесяти царей своего государства. Здесь, что при владыке Дациане в правление Диоклетиана и Максимиана».
Из всех возможных вариантов Иаков Ворагинский выбирает последний, обобщающий: «в правление Диоклетиана и Максимиана при владыке Дациане», и называет Дация проконсулом при Диоклетиане. Жена Дация, присутствуя при муках Георгия, уверовала в христианство, и за это была обезглавлена вместе с Георгием. После чего молния поразила и сожгла Дациана и его прислужников. По латинскому и французскому текстам царицу звали Александра, и она была канонизирована под именем Александра Римская. Этот текст является переводом греческого текста, в котором речь идёт о Диоклетиане. Реальной женой Диоклетиана была Приска, которая действительно приняла христианство, была изгнана, а позже, когда скрывалась, была найдена преемником Диоклетиана и обезглавлена.
Дадиан упоминается в апокрифе «Страдание славного великомученика Георгия» Феодора Дафнопата, жившего в X веке. Там Дадиан упомянут как топарх Сирии и «племянник» императора Диоклетиана, «сродника» Максимиана. Апокриф описывает, что мученические казни святого Георгия приказывал делать Диоклетиан, Дадиан при этом просил усилить пытки, и присутствовал также Максимиан.
В житие о Никите Бесогоне, известном с XI века, упоминается, что святого Георгия «замучил Дадиан», называемый «братом» императора Максимиана. В греческом варианте XIII—XIV века имя написано как «Дамиан» (Δαμιανός).

## Толкования
Согласно мнению Уоллиса Баджа, издателя самого раннего, коптского, жития святого Георгия, во время мученической смерти святого Георгия не было правителя по имени Дациан или Дадиан. «Дациан» является не именем, а субстантивированным прилагательным: «дакийский/дакиец» . Бадж полагал, что в житии имеется в виду Галерий, соправитель Диоклетиана, происходивший из Дакии. Галерий получил титул «великого правителя персов» в коптском житии по причине своей победы над Нарсе, царем Персии, в 298 году н. э. 
По мнению публициста Мурада Аджиева, Диоклетиан не имеет отношения к смерти святого Георгия, а казни совершал персидский правитель Дадиан. Аджиев ссылается на некие рукописи IV—V веков, грузинские, древние сербохорватские и болгарские предания, а также латинские тексты IX века.

## Иконография
Дациан изображён на сербской фреске «Св. Георгий и царь персидский Дадиан, вынесение приговора. Усекновение главы св. Георгия». Фреска находится в монастыре Высокие Дечаны, главном сербском монастыре в Косово.